# Європорт

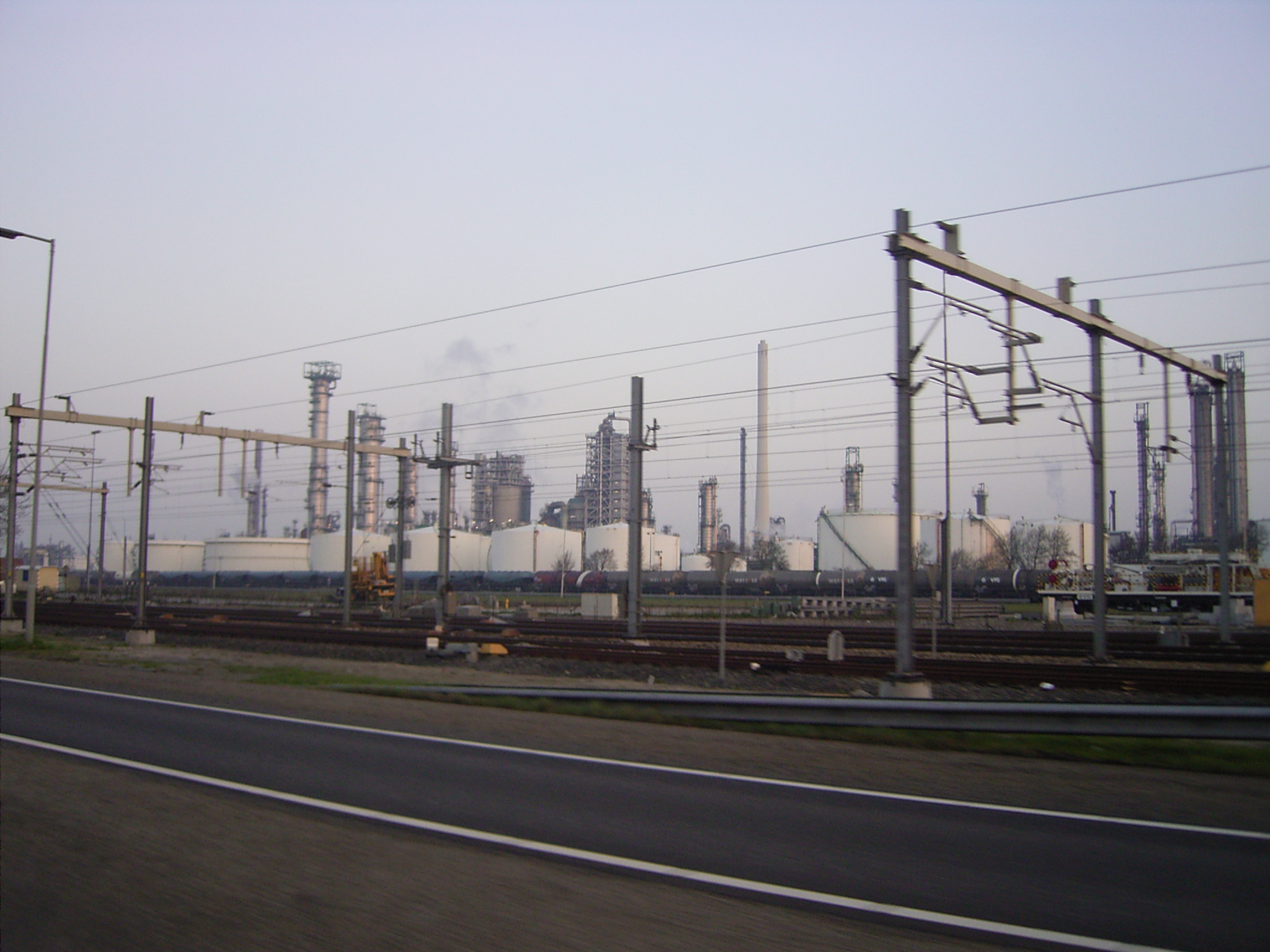
Термінали порту

Європорт (нід. Europoort) — морський порт у Роттердамі. Розташований у гирлах річок Рейн і Маас, по яких порт з'єднується з внутрішніми регіонами Європи (Бельгією, Німеччиною, Францією і Нідерландами. З 1962 року Роттердамський порт був найзавантаженішим у світі, проте у 1986 році поступився першістю в цьому відношенні порту Сингапуру.
Основний напрям діяльності порту — обслуговування нафтопереробних заводів, а також підприємств вугільної і металургійної промисловості. Крім того, порт має автомобільні та контейнерні термінали.

## Історія
Роттердам був історично пов'язаний з морськими перевезеннями і торгівлею завдяки своїй близькості до моря. Тут на берегах численних річок і проток знаходилися доки, які обслуговували один з найбільших світових портів. У XIX столітті між річками Рейн і Маас був проритий канал, а на існуючих водних шляхах значно збільшена глибина. Впродовж першої половини XX століття порт розширювався, будувалися нові доки і складські приміщення, а з 1970-х років порт почав розвиватися у бік моря. Цей проект отримав назву Європорт. За останні роки у порту активно розвивається альтернативна енергетика, зокрема побудовано багато вітрогенераторів.

## Роль порту
Основний чинник, що впливає на велику пропускну спроможність вантажів, — це наявність естуарій Рейну і Мааса. Завдяки ним, Роттердам сполучений з Рурською областю Німеччини, а також з промисловими зонами Швейцарії, Бельгії і Франції. Європорт конкурує з терміналами Антверпену завдяки своїй транзитній функції — він підключений до нідерландської залізничної мережі і шосе А15. Уздовж південного (правого) берега Мааса від залізничної лінії Роттердам—Дордрехт йде окрема електрифікована двоколійна залізнична гілка. По ній немає пасажирського сполучення, і вона цілком призначена для обслуговування Європорту. Тут же працює найбільша поромна переправа у світі, що перевозить пасажирів та вантажі з Нідерландів до Англії.